# Williams, Kalifornien
Williams är en stad (city) i Colusa County, i delstaten Kalifornien, USA. Enligt United States Census Bureau har staden en folkmängd på 5 152 invånare (2011) och en landarea på 14,1 km².